# Paracrias cornutus
Paracrias cornutus är en stekelart som beskrevs av Christer Hansson 2002. Paracrias cornutus ingår i släktet Paracrias och familjen finglanssteklar.
Artens utbredningsområde är Costa Rica. Inga underarter finns listade i Catalogue of Life.